# Zöldhelyi Zsuzsa
Zöldhelyi Zsuzsa (Budapest, 1928. január 27. – 2015. november 23.) irodalomtörténész, ruszista, docens, címzetes egyetemi tanár.

## Élete
Egyetemi tanulmányait a Pázmány Péter Tudományegyetemen kezdte 1945 és 1948 között, angol-francia-orosz szakon. Ezután a Leningrádi Állami Egyetemre ment, ahol 1951-ben filológus diplomát szerzett. Itt jelent meg első publikációja is, Petőfi Sándor verseinek legelső orosz közléséről. 
Hazatérte után 1951 és 1956 közt a Lenin Intézet adjunktusa, ezután az ELTE Orosz Filológiai Tanszéke munkatársa volt mint adjunktus (1956–1963) majd 1992-es nyugdíjazásáig mint docens. Nyugdíjazásakor megkapta a címzetes egyetemi tanári címet. 1961-ben kandidátusi, 1990-ben irodalomtudományi doktori címet szerzett. 
Kutatási területe a 19. század orosz prózája és a 20. század eleje orosz irodalmának előzményei voltak, különös tekintettel Ivan Szergejevics Turgenyev és Ivan Alekszandrovics Goncsarov munkásságára. Összehasonlító irodalomtudománnyal, összehasonlító műfordítás-történettel és recepciótörténettel is foglalkozott, e munkájának egyik gyümölcse több kötetes tankönyvsorozata, az Orosz írók magyar szemmel. Az ő szerkesztésében jelent meg az 1945 utáni egyetlen átfogó orosz irodalomtörténet, Az orosz irodalom története a kezdetektől 1940-ig címmel. 
Ő rendezte sajtó alá az Akadémiai Kiadó kritikai kiadásában Jókai Mór Szabadság a hó alatt vagy A Zöld-könyv (1965) és A jövő század regénye (1981) című, orosz vonatkozású műveit. Utóbbi megjelenése mintegy fél évtizedig késett a könyv oroszellenes vonatkozásai miatt (és akkor is csak kritikai jegyzetapparátussal "súlyosbított" kiadása hagyta el a nyomdát, a laikus olvasónak szánt változat nem).
Nemzetközi szlavisztikai konferenciákon szerepelt Oroszországban, Bulgáriában, Csehszlovákiában és Németországban. Több tudományos testület tagja volt, például a Moszkvai Állami Bölcsészettudományi Egyetem (RGGU) Nemzetközi Tudományos Tanácsának, a Nemzetközi Szlavisztikai Komité magyar nemzeti bizottságának, az MTA Doktori Bizottsága irodalomtudományi szakbizottságának és az MTA Modern Filológiai Bizottságának. A Modern Filológiai Társaság Műfordítói Szakosztálya társelnöke, a Studia Slavica és a Filológiai Közlöny szerkesztőbizottsági tagja volt. Egyik társalapítója volt "Az orosz irodalom és kultúra Kelet és Nyugat vonzásában" doktori programnak.

## Munkái
- Magyarok levelei orosz írókhoz (Akadémiai Kiadó, Budapest, 1960)
- Orosz írók magyar szemmel 1920-1944: az orosz irodalom magyar fogadtatásának válogatott dokumentumai az 1920-as évektől 1944-ig (Tankönyvkiadó, Budapest, 1983)
- Turgenyev (Gondolat Kiadó, Budapest, 1964)
- Turgenyev világa (Európa Könyvkiadó, Budapest, 1978)
- Az orosz irodalom története a kezdetektől 1940-ig, szerk. (Nemzeti Tankönyvkiadó, Budapest, 1997)
- Turgenyev prózai költeményei (Tankönyvkiadó, 1991)
- A külföldi közvetítés szerepe az orosz irodalom magyar fogadtatásában. XIX. század; MűMű, Budapest, 2008 (Dolce filologia)